# Referendum w Szwecji w 1994 roku
Referendum w Szwecji w 1994 roku zostało przeprowadzone 13 listopada 1994 roku. Przedmiotem referendum było członkostwo w Unii Europejskiej. Za uczestnictwem w Unii opowiedziało się 52,3% głosujących, przeciw było 46,8%. Oddano także 0,9% głosów nieważnych. Frekwencja wyniosła 83,3%.